# Драматургія Тернопільської області
Драматургія Тернопільської області — сукупність драматичних творів (у тому числі перекладних та інсценізацій) письменників, які народилися чи проживали на території Тернопільської області.
Першими, хто працював у цьому жанрі (від середини 1800-х до кінця 1900), були уродженці краю Рудольф Мох, Іван Гушалевич, Осип Барвінський, Кость Підвисоцький.
Згодом, на початку 20 ст. — Дмитро Николишин, який, окрім написання власних п'єс, перекладав твори французьких та польських драматургів. Автор, інсценізатор і режисер-новатор Лесь Курбас, драматурги Володимир Мартиневич і Яків Косовський. Для дітей та юнацтва творили Іванна Блажкевич, Роман Завадович, нині у цій царині працює Богдана Дерій.
Від 1950-х були поставлені й окремими виданнями вийшли драми Олекси Корнієнка, згодом — Василя Фольварочного; також мали успіх інсценізації Богдана Антківа, від 1980-х плідно працює як автор та інсценізатор п'єс для дорослих і дітей Богдан Мельничук, опубліковані та поставлені в театрах України віршовані драми Левка Крупи.
Перекладали твори зарубіжних драматургів Сидір Єзєрський, Франц Коковський, Євген Олесницький, М. Рудницький, Іларіон Сероїчковський, Степан Чарнецький та ін.
Всі вони сприяли розвитку театрального мистецтва.